# Hacking in Progress
Hacking in Progress of HIP '97 was een hackersconferentie en openluchtfestival in Almere in 1997. Het was de derde in een vierjarige reeks die in 1989 begon met de Galactic Hacker Party en (voorlopig) eindigde met May Contain Hackers in 2022.

## Organisatie
Het evenement werd georganiseerd door een groep mensen die ontstond rond het hackersmagazine Hack-Tic en de vorige twee conferenties. XS4ALL, dat uit dezelfde achtergrond stamt, had een belangrijke rol bij de organisatie. Zo'n 2000 deelnemers sloegen hun tenten op in een landelijk gebied in de nabijheid van Almere, om er contacten op te doen, samen technologische noviteiten uit te proberen en er zaken te bespreken die verband hielden met het in die tijd sterk groeiende internet.

## Verbindingen

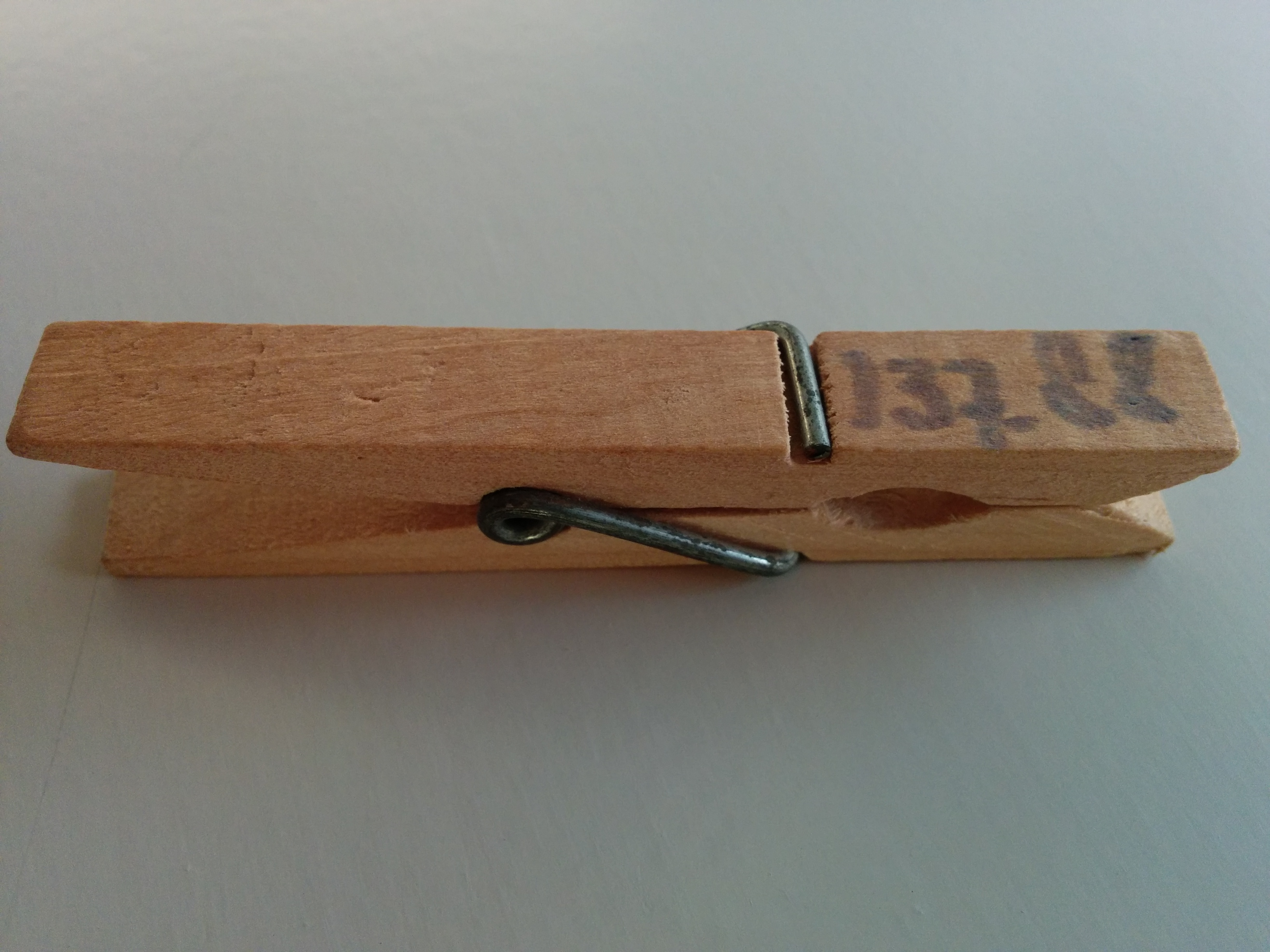
Knijper die op HIP '97 gebruikt is voor Peg DHCP.

De deelnemers beschikten samen over bijna 1600 computers en om alle tenten van de nodige verbindingen te voorzien, was zo'n 40 km kabel aangelegd, een 100 Mb/s backbone en een 6 Mb/s internetuplink. Voor het verdelen van de IP-adressen werd gebruikgemaakt van het gangbare DHCP, waarbij om technische en beveiligingsredenen niet gekozen werd voor softwarematige toewijzing, maar voor het in wezen administratieve "Peg (wasknijper) DHCP". Hierbij worden netwerkadressen en verbindingsparameters handmatig uitgedeeld en moet elke computerbezitter zijn eigen machine configureren. Dit voor HIP '97 bedachte systeem was onderwerp van een RFC op 1 april het daaropvolgende jaar, een datum die doorgaans gebruikt wordt voor "minder serieuze" RFC's.

## Technische hoogstandjes
De door het New Yorkse hackersmagazine 2600: The Hacker Quarterly georganiseerde conferentie "Beyond HOPE" vond toevallig in hetzelfde weekend plaats en een trans-Atlantische videoverbinding tussen beide evenementen lag dan ook voor de hand, al was dat in 1997 technisch bepaald nog een uitdaging. Van de zijde van Beyond HOPE werd de verbinding geopend met de mededeling dat ze de webserver van HIP '97 hadden gehackt. Andere technische zaken tijdens de bijeenkomst waren gsmbeveiliging, smartcards (zoals opwaarderen van een telefoonkaart met behulp van een magnetron en een kleine stroomstoot) en een op de marslander Pathfinder geïnspireerde "robot".

Het "kraken" van de telefooncellen van de PTT was door de aanwezigheid van vele gsm's niet zo'n uitdaging als tijdens het vorige evenement hoewel het, ondanks een verbod van de organisatie, in de loop van het weekend toch gebeurde. Het volledig uitprinten van de broncode van het encryptieprogramma PGP was wél een hoogtepunt. PGP was door de autoriteiten in de VS onder de exportregels voor wapens en munitie geplaatst en de rechtszaken tegen de schrijver van het programma waren in 1997 nog niet afgerond. Een versie op papier viel niet onder deze wetten.

## Maatschappelijk engagement
Een zeker politiek en maatschappelijk engagement heeft deze festivals vanaf het begin gekenmerkt en de hackersbeweging heeft van oudsher parallellen met (links) activisme. Op HIP '97 kwam dit onder meer tot uitdrukking in conferenties over een burgerbeweging op internet (het woord "netizen" stamt uit deze periode), de relatief nieuwe bedreiging voor vrije uitwisseling van informatie "spam", en privacy op internet. De Nederlandse publiciste Karin Spaink hield een lezing over haar conflict met de Scientologybeweging over het op internet publiceren van stukken van deze organisatie. De afdeling computercriminaliteit van de CRI was op het festival aanwezig en ze hadden zelfs een eigen kampeerweide (verboden voor hackers).